# Lední hokej na Zimních olympijských hrách 1972

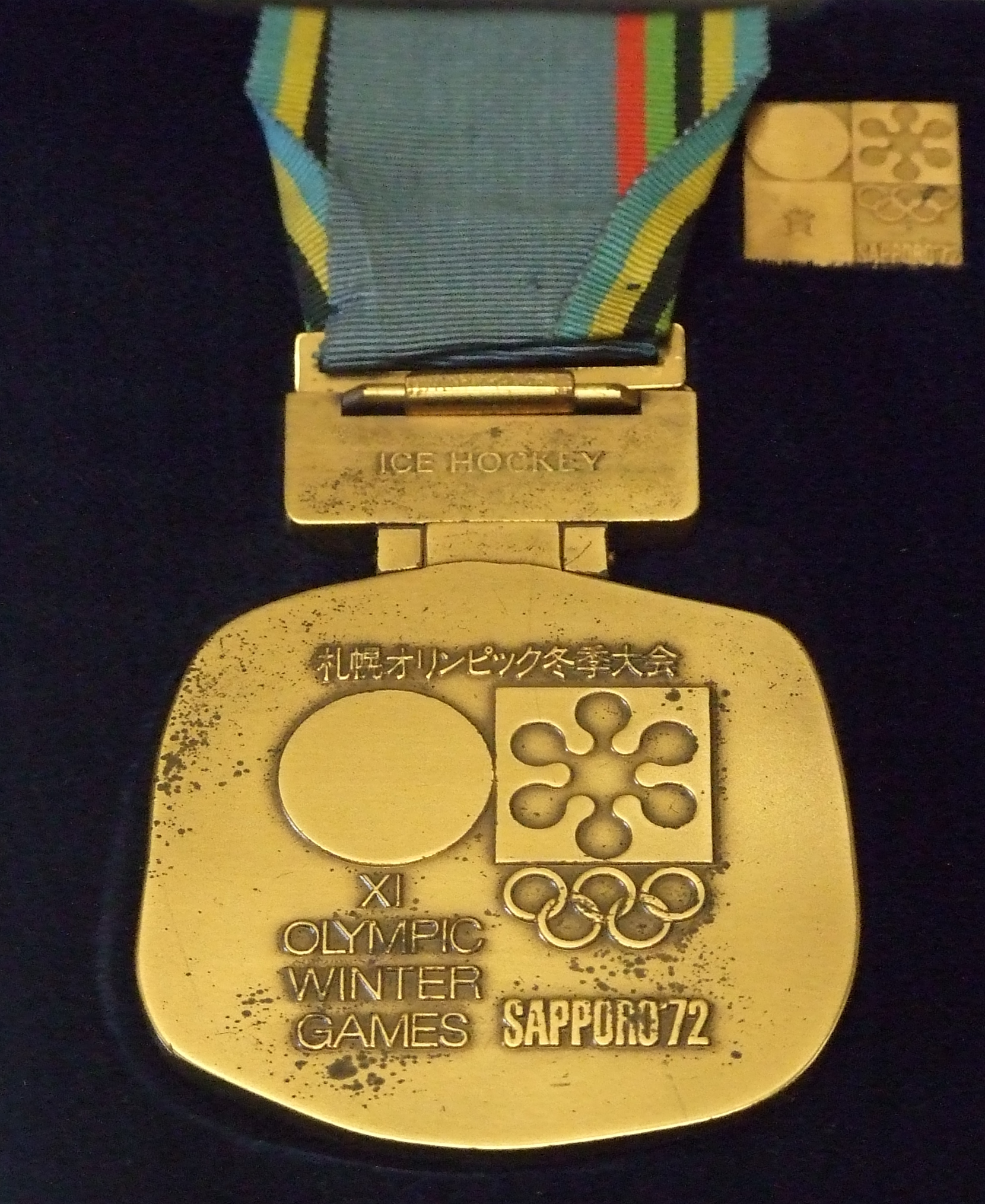
Bronzové nedaile získal tým Československa

Lední hokej na Zimních olympijských hrách 1972 se odehrál v halách Makomanai a Tsukisamu v Sapporu. Turnaje se celkem zúčastnilo 11 týmů. Původně mělo olympijský turnaj absolvovat 12 týmů, šest ze skupiny A z mistrovství světa v roce 1971 a dalších pět ze skupiny B. K těmto týmům navíc přibylo ještě Japonsko, jako hostitelská země. Protože se však NDR své účasti na turnaji zřekla, absolvovalo hokejové klání nakonec 11 týmů.
Turnaj také neabsolvovala hokejová velmoc Kanada, která se však v té době neúčastnila ani turnajů mistrovství světa. Na olympiádu odmítla Kanada hokejový tým vyslat na protest proti skrytému státnímu profesionalismu sportovců socialistického bloku. Poprvé se také v ledním hokeji hrálo pouze o titul olympijského šampiona. Turnaj mistrovství světa a Evropy se definitivně oddělil, v roce konání olympiády, od olympijského turnaje.
Vlastní olympijský turnaj v ledním hokeji se skládal ze dvou fází. V prvních dnech olympiády proběhly kvalifikační zápasy o postup do šestičlenné finálové skupiny, přičemž Sovětský svaz, jako vítěz minulého olympijského turnaje v Grenoble, měl po odřeknutí NDR, účast ve finálové skupině zajištěnou automaticky. Poté se turnaj rozdělil do dvou skupin, kde se hrálo systémem každý s každým. Úspěšné týmy z kvalifikace hrály ve skupině o 1. až 6. místo zatímco poražené týmy ve skupině o 7. až 11. místo.
Suverénem olympijského turnaje se stal tým Sovětského svazu, který ztratil pouze jeden bod za remízu s týmem Švédska, a stal se tak počtvrté olympijským vítězem. Velkým překvapením turnaje naopak byly výkony družstva Spojených států, které, jako tým skupiny B mistrovství světa, nakonec vybojovalo stříbrné medaile.

## Výsledky a tabulky

### Kvalifikace
Československo –  Japonsko 8:2 (1:0, 4:1, 3:1)
3. února 1972 (16:00) – Sapporo (Makomanai)

Branky a nahrávky Československa: 4:54 Václav Nedomanský (Jiří Holík), 20:48 Václav Nedomanský (Jiří Holík), 25:52 Ivan Hlinka (Vladimír Martinec), 27:29 Jiří Kochta (Jiří Holík), 29:38 Ivan Hlinka, 44:03 Ivan Hlinka, 48:12 Eduard Novák, 49:22 František Pospíšil (Josef Černý).

Branky a nahrávky Japonska: 28:24 Koji Iwamoto (Osamu Wakabajaši), 58:40 Jasušio Tanaka.

Rozhodčí: Jon Haraldsen (NOR), Milka Janežič (YUG)

Vyloučení: 2:3 (2:0)

Diváků: 8 000
ČSSR: Jiří Holeček – Vladimír Bednář, Rudolf Tajcnár, Oldřich Machač, František Pospíšil, Josef Horešovský, Karel Vohralík – Jiří Kochta, Václav Nedomanský, Jiří Holík – Eduard Novák, Richard Farda, Josef Černý – Vladimír Martinec, Ivan Hlinka, Bohuslav Šťastný.
Japonsko: Tošimitsu Ohtsubo – Hiroši Hori, Takaši Tsuburai, Takeši Akiba, Isao Kahikara, Iwao Nakajama, Fumio Yamazaki – Jasušio Tanaka, Takao Hikigi, Jošijo Hošino – Minoru Ito, Hideaki Kurokawa, Toru Okajima – Tošie Honma, Koji Iwamoto, Osmu Wakabajaši.
 Švédsko –  Jugoslávie 8:1 (0:0, 4:0, 4:1)
3. února 1972 (19:30) – Sapporo (Makomanai)

Branky Švédska: 26:01 Stig Östling, 28:37 Hakan Wickberg, 36:32 Björn Palmqvist, 37:15 Hakan Petterson, 45:57 Hakan Wickberg, 46:22 Lars-Erik Sjöberg, 47:19 Mats Ahlberg, 58:37 Hans Lindberg.

Branky Jugoslávie: 59:49 Albin Felc.

Rozhodčí: Kunio Takagi (JPN), Jurij Karandin (URS)

Vyloučení: 7:3 (1:1)

Diváků: 1 800
 USA –  Švýcarsko 5:3 (2:1, 1:1, 2:1)
4. února 1972 (14:00) – Sapporo (Makomanai)

Branky USA: 2:48 Kevin Ahearn, 4:34 Timothy Sheehy, 21:59 Kevin Ahearn, 42:12 Timothy Sheehy, 57:19 Stuart Irving.

Branky Švýcarska: 13:45 Marcel Sgualdo, 39:22 Charles Henzen, 41:03 Francis Reinhard.

Rozhodčí: Rudolf Baťa (TCH), Franz Bader (GER)

Vyloučení: 3:2 (0:1)
 SRN –  Polsko 0:4 (0:0, 0:3, 0:1)
4. února 1972 (19:00) – Sapporo (Makomanai)

Branky Polska: 22:51 Leszek Tokarz, 30:52 Walenty Ziętara, 33:18 Józef Słowakiewicz, 43:02 Józef Słowakiewicz.

Rozhodčí: Heini Ehrensperger (SUI), Bob Nadin (CAN)

Vyloučení: 5:8 (0:1)
 Finsko –  Norsko 13:1 (3:1, 5:0, 5:0)
4. února 1972 (19:00) – Sapporo (Tsukisamu)

Branky Finska: 5:10 Heikki Rihiranta, 7:29 Harri Linnonmaa, 10:41 Lauri Mononen, 22:24 Matti Keinone, 25:38 Lasse Oksanen, 31:28 Juha Rantasila, 32:26 Lauri Mononen, 37:45 Lauri Mononen, 47:05 Lasse Oksanen, 54:56 Lauri Mononen, 56:06 Esa Peltonen, 57:52 Juha Rantasila, 58:30 Timo Turunen.

Branky Norska: 11:46 Svein Haagensen.

Rozhodčí: Len Gagnon (USA), Ake Hanqvist (SWE)

Vyloučení: 3:3 (2:0)
- Vítězové jsou zařazeni do skupiny A, poražení do skupiny B.
- NDR odřekla účast. Sovětský svaz postoupil přímo do skupiny A.

### Skupina A
|    |         | URS           | USA | TCH            | SWE     | FIN    | POL    | V | R | P | Skóre | B |
| 1. | SSSR    | Sovětský svaz | 7:2 | 5:2            | 3:3     | 9:3    | 9:3    | 4 | 1 | 0 | 33:13 | 9 |
| 2. | USA 1)  | 2:7           | USA | 5:1            | 1:5     | 4:1    | 6:1    | 3 | 0 | 2 | 18:15 | 6 |
| 3. | ČSSR 1) | 2:5           | 1:5 | Československo | 2:1     | 7:1    | 14:1   | 3 | 0 | 2 | 26:13 | 6 |
| 4. | Švédsko | 3:3           | 5:1 | 1:2            | Švédsko | 3:4    | 5:3    | 2 | 1 | 2 | 17:13 | 5 |
| 5. | Finsko  | 3:9           | 1:4 | 1:7            | 4:3     | Finsko | 5:1    | 2 | 0 | 3 | 14:24 | 4 |
| 6. | Polsko  | 3:9           | 1:6 | 1:14           | 3:5     | 1:5    | Polsko | 0 | 0 | 5 | 9:39  | 0 |

1) o pořadí na 2. a 3. místě rozhodl vzájemný zápas mezi Československem a Spojenými státy (1:5)
 Švédsko –  USA 5:1 (2:1, 1:0, 2:0)
5. února 1972 (10:00) – Sapporo (Makomanai)

Branky Švédska: 2:32 Lars-Göran Nilsson, 6:28 Thomas Abrahamsson, 27:27 Tord Lundström, 46:12 Thomas Bergman, 49:25 Inge Hammarström.

Branky USA: 8:04 Kevin Ahearn.

Rozhodčí: Unto Viitala (FIN), Jan Wycisk (POL)

Vyloučení: 0:2 (0:0)
Švédsko: Holmqvist – Nordlander, Bergman, T. Abrahamsson, Ekman, Sjöberg, Östling – Wickberg, Hammarström, Lundström – Pettersson, Palmqvist, Johansson – Nilsson, Lindh, Lindberg.
USA: Curran – Olds, Brown, Sanders, McElmury, Mellon, McGlynn – Sarner, Boucha, Ahearne – Sheehy, Christiansen, Howe – Naslund, Ftorek, Irwing.
 Československo –  Polsko 14:1 (5:0, 3:1, 6:0)
5. února 1972 (14:00) – Sapporo (Makomanai)

Branky a nahrávky Československa: 0:33 Václav Nedomanský, 2:36 Vladimír Martinec (Ivan Hlinka), 4:03 Václav Nedomanský, 13:21 Jiří Kochta (Jiří Holík), 17:59 Richard Farda (Václav Nedomanský), 21:42 Václav Nedomanský, 30:06 Eduard Novák (Richard Farda), 37:59 Jiří Kochta (Václav Nedomanský), 46:18 Václav Nedomanský (Josef Černý), 51:33 Vladimír Martinec (František Pospíšil, Richard Farda), 52:45 Václav Nedomanský (Jiří Kochta), 53:03 Václav Nedomanský (Rudolf Tajcnár, Jiří Kochta), 57:45 Bohuslav Šťastný (Ivan Hlinka), 58:24 Ivan Hlinka.

Branky a nahrávky Polska: 23:45 Leszek Tokarz (Wiesław Tokarz).

Rozhodčí : Heini Ehrensperger (SUI), Bob Nadin (CAN)

Vyloučení: 4:6 (2:0, 1:1) navíc Potz a Feter (POL) na 5 min.

Diváků: 7 000
ČSSR: Vladimír Dzurilla – Vladimír Bednář, Rudolf Tajcnár, František Pospíšil, Oldřich Machač, Karel Vohralík, Josef Horešovský – Jiří Kochta, Václav Nedomanský, Jiří Holík – Eduard Novák, Richard Farda, Josef Černý – Vladimír Martinec, Ivan Hlinka, Bohuslav Šťastný.
Polsko: Walery Kosyl (21. Andrzej Tkacz) – Adam Kopczyński, Jerzy Potz, Marian Feter, Ludwik Czachowski, Stanisław Fryźlewicz, Andrzej Szczepaniec – Tadeusz Obłój, Wiesław Tokarz, Feliks Góralczyk – Walenty Ziętara, Józef Słowakiewicz, Tadeusz Kacik – Józef Batkiewicz, Leszek Tokarz, Stefan Chowaniec.
 SSSR –  Finsko 9:3 (3:2, 3:1, 3:0)
5. února 1972 (19:00) – Sapporo (Makomanai)

Branky SSSR: 1:14 Gennadij Cygankov, 4:24 Valerij Charlamov, 14:47 Vladimir Vikulov, 27:56 Valerij Charlamov, 32:46 Valerij Charlamov, 37:17 Alexandr Malcev, 41:27 Vladimir Vikulov, 55:26 Jurij Blinov, 59:43 Alexandr Malcev.

Branky Finska: 7:43 Lauri Mononen, 13:33 Timo Turunen, 20:18 Lasse Oksanen.

Rozhodčí: Len Gagnon (USA), Franz Bader (GER)

Vyloučení: 3:6 (2:1)

Diváků: 8 000
SSSR: Treťjak – Ragulin, Cygankov, Davidov, Vasiliev, Lutčenko, Kuzkin – Vikulov, Firsov, Charlamov – Michajlov, Petrov, Jakušev – Malcev, Šadrin, Blinov.
Finsko: Valtonen – Jaern, Marjamäki, Koskela, Lindström, Rantasila, Riihiranta – Mononen, Turunen, Repo – Oksanen, Ketola, Peltonen – Tamminen, Murto, Linnonmaa.
 SSSR –  Švédsko 3:3 (1:0, 1:0, 1:3)
7. února 1972 (11:30) – Sapporo (Makomanai)

Branky SSSR: 5:23 Valerij Charlamov, 32:42 Anatolij Firsov, 43:52 Valerij Charlamov.

Branky Švédska: 42:18 Björn Palmqvist, 45:54 Inge Hammarström, 48:09 Hakan Wickberg.

Rozhodčí: Len Gagnon (USA), Franz Bader (GER)

Vyloučení: 3:4 (2:0)

Diváků: 6 000
SSSR: Treťjak – Ragulin, Cygankov, Romiševskij, Lutčenko, Davidov, Kuzkin – Vikulov, Firsov, Charlamov – Mišakov, Petrov, Blinov – Malcev, Šadrin, Jakušev.
Švédsko: Ch. Abrahamsson – Bergman, Milton, Nordlander, T. Abrahamsson, Östling, Sjöberg – Hammarström, Wickberg, Lundström – Pettersson, Palmqvist, Johansson – Lindberg, Lindh, Nilsson.
 USA –  Československo 5:1 (1:1, 3:0, 1:0)
7. února 1972 (16:00) – Sapporo (Tsukisamu)

Branky a nahrávky USA: 16:47 Keith Christiansen, 25:07 Kevin Ahearn (Craig Sarner), 32:40 Craig Sarner (James McElmury), 39:19 Frank Sanders (Keith Christiansen), 53:12 Ronald Naslund.

Branky a nahrávky Československa: 4:32 Eduard Novák (František Pospíšil).

Rozhodčí: Heini Ehrensperger (SUI), Bob Nadin (CAN)

Vyloučení: 8:6 (2:1)

Diváků: 3 000
ČSSR: Jiří Holeček (41. Vladimír Dzurilla) – Vladimír Bednář, Rudolf Tajcnár, Oldřich Machač, František Pospíšil, Josef Horešovský, Karel Vohralík – Jiří Kochta, Václav Nedomanský, Jiří Holík – Eduard Novák, Richard Farda, Josef Černý – Vladimír Martinec, Ivan Hlinka, Bohuslav Šťastný.
USA: Michael Curran – Walter Olds, James McElmury, Richard McGlynn, Thomas Mellor, Charles Brown, Frank Sanders – Timothy Sheehy, Henry Boucha, Kevin Ahearn – Craig Sarner, Keith Christiansen, Mark Howe – Ronald Naslund, Robbie Ftorek, Stuart Irving.
 Finsko –  Polsko 5:1 (0:0, 4:0, 1:1)
7. února 1972 (19:30) – Sapporo (Tsukisamu)

Branky Finska: 20:20 Juha Rantasila, 21:36 Juha Rantasila, 25:23 Jorma Peltonen, 33:00 Veli-Pekka Ketola, 54:43 Jorma Peltonen.

Branky Polska: 41:38 Leszek Tokarz.

Rozhodčí: Ake Hanqvist (SWE), Jurij Karandin (URS)

Vyloučení: 4:6 + Feter (POL) na 5. minut.

Diváků: 3 500
Finsko: Valtonen (Wetzell) – Rantasila, Riihiranta, Koskela, Lindström, Järn, Marjamäki – Mononen, Turunen, Repo – Linnonmaa, Tamminen, Murto – Oksanen, Ketola, Peltonen.
Polsko: Kosyl (Tkacz) – Kopczynski, Potz, Feter, Czachowski, Fryziewicz, Kacik, Zietara – Chowaniec, L. Tokarz, Batkiewicz – Obloj, Bialynicki, F. Goralczyk.
 Československo –  Finsko 7:1 (1:0, 3:0, 3:1)
8. února 1972 (14:00) – Sapporo (Makomanai)

Branky a nahrávky Československa: 1:24 Jiří Kochta (Richard Farda), 21:57 Josef Černý, 32:27 Ivan Hlinka, 37:39 Jiří Holík, 40:43 Jaroslav Holík, 47:36 Vladimír Martinec (Karel Vohralík), 55:15 František Pospíšil (Richard Farda).

Branky a nahrávky Finska: 48:29 Heikki Järn.

Rozhodčí: Bob Nadin (CAN), Minoru Nakano (JPN)

Vyloučení: 3:3 (1:0)

Diváků: 5 000
ČSSR: Vladimír Dzurilla – Vladimír Bednář, Rudolf Tajcnár, Oldřich Machač, František Pospíšil, Josef Horešovský, Karel Vohralík – Václav Nedomanský, Jiří Holík, Jaroslav Holík – Jiří Kochta, Richard Farda, Josef Černý – Vladimír Martinec, Ivan Hlinka, Bohuslav Šťastný.
Finsko: Jorma Valtonen – Pekka Marjamäki, Heikki Rihiranta, Ilpo Koskela, Seppo Lindström, Heikki Järn – Timo Turunen, Seppo Repo, Lauri Mononen – Esa Peltonen, Lasse Oksanen, Veli-Pekka Ketola – Juhani Tamminen, Harri Linnonmaa, Matti Keinonen.
 Švédsko –  Polsko 5:3 (1:0, 4:2, 0:1)
9. února 1972 (14:00) – Sapporo (Makomanai)

Branky Švédska: 17:14 Inge Hammarström, 22:12 Lars-Göran Nilsson, 27:52 Inge Hammarström, 33:21 Björn Palmqvist, 38:50 Tord Lundström.

Branky Polska: 25:40 Leszek Tokarz, 39:57 Feliks Góralczyk, 52:58 Józef Słowakiewicz.

Rozhodčí: Len Gagnon (USA), Bob Nadin (CAN)

Vyloučení: 1:2 (0:0)

Diváků: 6 000
Švédsko: Ch. Abrahamsson (Holmqvist) – Östling, T. Abrahamsson, Ekman, Sjöberg, Nordlander, Milton – Lundström, Wickberg, Hammarström – Nilsson, Ahlberg, Lindberg – Hansson, Palmqvist, Pettersson.
Polsko: Kosyl (Tkacz) – R. Goralczyk, Czachowski, Fryziewicz, Szcepaniec, Potz, Kopczynski – Obloj, Bialynicki, W. Tokarz – Chowaniec, Batkiewicz, L. Tokarz.
 SSSR –  USA 7:2 (2:0, 3:0, 2:2)
9. února 1972 (19:00) – Sapporo (Makomanai)

Branky SSSR: 11:17 Jurij Blinov, 15:26 Valerij Charlamov, 24:05 Alexandr Malcev, 24:31 Vladimir Vikulov, 28:50 Alexandr Malcev, 47:08 Jevgenij Zimin, 48:57 Genadij Cygankov.

Branky USA: 44:26 Frank Sanders, 56:01 Kevin Ahearn.

Rozhodčí: Unto Viitala (FIN), Franz Bader (GER)

Vyloučení: 4:1

Diváků: 9 000
SSSR: Treťjak – Kuzkin, Davydov, Cygankov, Ragulin, Lutčenko, Romiševskij – Zimin, Malcev, Jakušev – Vikulov, Firson, Charlamov – Blinov, Petrov, Michajlov.
USA: Curran – Olds, Brown, McElmury, Sanders, McGlynn, Mellor – Ahearne, Boucha, Sarner – Howe, Christiansen, Sheehy – Naslund, Ftorek, Irwing.
 SSSR –  Polsko 9:3 (4:0, 4:2, 1:1)
10. února 1972 (14:00) – Sapporo (Makomanai)

Branky SSSR: 1:37 Viktor Kuzkin, 13:31 Valerij Charlamov, 13:41 Vladimir Vikulov, 19:41 Vladimir Šadrin, 22:20 Valerij Charlamov, 25:49 Genadij Cygankov, 30:15 Boris Michajlov, 37:22 Vladimir Vikulov, 53:43 Valerij Charlamov.

Branky Polska: 21:04 Tadeusz Kacik, 27:19 Józef Słowakiewicz, 48:00 Feliks Góralczyk.

Rozhodčí: Unto Viitala (FIN), Len Gagnon (USA)

Vyloučení: 1:3 (0:0)

Diváků: 7 000
SSSR: Paškov – Ragulin, Cygankov, Kuzkin, Vasiliev, Lutčenko, Romiševskij – Vikulov, Firsov, Charlamov – Michajlov, Mišakov, Blinov – Malcev, Šadrin, Jakušev.
Polsko: Tkacz (21. Kosyl) – R. Goralczyk, Czachowski, Fryziewicz, Szczepaniec, Potz, Kopczynski – Kacik, Slowakiewicz, Zientara – Chowaniec, L. Tokarz, Batkiewicz –
F. Goralzyk.
 Československo –  Švédsko 2:1 (0:0, 0:0, 2:1)
10. února 1972 (19:00) – Sapporo (Makomanai)

Branky a nahrávky Československa: 56:23 Jaroslav Holík (Václav Nedomanský), 58:31 Josef Horešovský  (Jaroslav Holík).

Branky a nahrávky Švédska: 46:02 Mats Lindh (Hans Lindberg).

Rozhodčí: Heini Ehrensperger (SUI), Franz Bader (GER)

Vyloučení: 2:1 (1:0)

Diváků: 12 000
ČSSR: Vladimír Dzurilla – Vladimír Bednář, František Pospíšil, Oldřich Machač, Rudolf Tajcnár, Josef Horešovský, Karel Vohralík – Václav Nedomanský, Jaroslav Holík, Jiří Holík – Jiří Kochta, Richard Farda, Josef Černý – Vladimír Martinec, Ivan Hlinka, Bohuslav Šťastný.
Švédsko: Leif Holmqvist – Thomas Bergman, Kjell-Rune Milton, Thomas Abrahamsson, Bert-Ola Nordlander, Stig Östling, Lars-Erik Sjöberg – Inge Hammarström, Hakan Wickberg, Tord Lundström – Hakan Petterson, Björn Palmqvist, Stig-Göran Johansson – Hans Lindberg, Mats Lindh, Lars-Göran Nilsson.
 USA –  Finsko 4:1 (2:1, 1:0, 1:0)
10. února 1972 (19:00) – Sapporo (Tsukisamu)

Branky USA: 0:15 Craig Sarner, 13:35 Henry Boucha, 28:37 Frank Sanders, 59:38 Kevin Ahearn.

Branky Finska: 4:35 Lauri Mononen.

Rozhodčí: ake Hanqvist (SWE), Bob Nadin (CAN)

Vyloučení: 3:3 (0:0)

Diváků: 5 000
USA: Curran – Olds, Brown, McElmury, Sanders, Mellor, McGlynn – Ahearne, Sarner, Boucha – Sheehy, Christiansen, Ftorek – Naslund, Howe, Irwing.
Finsko: Valtonen – Lindström, Riihiranta, Koskela, Järn, Marjamäki – Linnonmaa, Murto, Tamminen – Ketola, Oksanen, Turunen – E. Peltonen, Keinonen, Repo – Mononen.
 USA –  Polsko 6:1 (2:0, 2:0, 2:1)
12. února 1972 (19:30) – Sapporo (Makomanai)

Branky USA: 0:57 Timothy Sheehy, 14:41 Craig Sarner, 26:08 Henry Boucha, 34:53 Stuart Irving, 51:05 Craig Sarner, 51:33 Timothy Sheehy.

Branky Polska: 42:40 Tadeusz Obłój.

Rozhodčí: Franz Bader (GER), Bob Nadin (CAN)

Vyloučení: 2:1 (0:0)

Diváků: 8 000
USA: Curran – Olds, Brown, McElmury, Sanders, Mellor, McGlynn – Ahearne, Sarner, Boucha – Irwing, Ftorek, Sheehy – Howe, Christiansen, Naslund.
Polsko: Kosyl – R. Goralczyk, Czachowski, Fryziewicz, Kopczynski, Szczepaniec, Potz – Kacik, Slowakiewicz, Zientara –L. Tokarz, W. Tokarz, Batkiewicz – F. Goralzyk, Bialynicki, Obloj.
 Finsko –  Švédsko 4:3 (1:2, 1:1, 2:0)
13. února 1972 (9:00) – Sapporo (Makomanai)

Branky Finska: 2:48 Heikki Järn, 20:35 Juhani Tamminen, 52:43 Matti Keinonen, 54:58 Lauri Mononen.

Branky Švédska: 17:13 Tord Lundström, 17:51 Björn Palmqvist, 36:32 Björn Palmqvist.

Rozhodčí: HEini Ehrensperger (SUI), Bob Nadin (CAN)

Vyloučení: 4:5 (1:1) z toho Ketola (FIN) na 5 minut.

Diváků: 6 000
Finsko: Valtonen – Lindström, Riihiranta, Koskela, Järn, Marjamäki – Peltonen, Murto, Tamminen – Ketola, Oksanen, Turunen – Keinonen, Repo, Mononen – Vehmanen.
Švédsko: Holmqvist – Nordlander, Bergman, T. Abrahamsson, Ekman, Östling, Sjöberg – Lundström, Hammarström, Wickberg – Nilsson, Palmqvist, Johansson – Lindh, Pettersson, Lindberg.
 SSSR –  Československo 5:2 (2:0, 2:1, 1:1)
13. února 1972 (12:30) – Sapporo (Makomanai)

Branky a nahrávky SSSR: 5:25 Jurij Blinov (Vladimir Petrov), 13:12 Boris Michajlov (Jurij Blinov), 22:05 Anatolij Firsov, 33:41 Jevgenij Mišakov, 49:50 Jevgenij Mišakov (Alexandr Jakušev, Alexandr Malcev).

Branky a nahrávky Československa: 38:43 Vladimír Martinec (Ivan Hlinka), 44:44 Josef Černý (Jiří Kochta, Richard Farda).

Rozhodčí: Franz Bader (GER), Len Gagnon (USA)

Vyloučení: 3:0 (0:0)

Diváků: 12 000
SSSR: Vladislav Treťjak – Alexandr Ragulin, Genadij Cygankov, Vitalij Davydov, Viktor Kuzkin, Igor Romiševskij, Vladimír Ljutčenko – Vladimir Vikulov, Anatolij Firsov, Valerij Charlamov – Boris Michajlov, Vladimir Petrov, Jurij Blinov – Alexandr Malcev, Jevgenij Mišakov, Alexandr Jakušev.
ČSSR: Vladimír Dzurilla (24. Jiří Holeček) – Vladimír Bednář, Rudolf Tajcnár, Oldřich Machač, František Pospíšil, Josef Horešovský, Karel Vohralík – Václav Nedomanský, Jaroslav Holík, Jiří Holík – Jiří Kochta, Richard Farda, Josef Černý – Vladimír Martinec, Ivan Hlinka, Bohuslav Šťastný.

### Skupina B
|     |            | GER             | NOR    | JPN      | SUI       | YUG        | V | R | P | Skóre | B |
| 7.  | SRN        | Západní Německo | 5:1    | 6:7      | 5:0       | 6:2        | 3 | 0 | 1 | 22:10 | 6 |
| 8.  | Norsko     | 1:5             | Norsko | 5:4      | 5:3       | 5:2        | 3 | 0 | 1 | 16:14 | 6 |
| 9.  | Japonsko   | 7:6             | 4:5    | Japonsko | 3:3       | 3:2        | 2 | 1 | 2 | 17:16 | 5 |
| 10. | Švýcarsko  | 0:5             | 3:5    | 3:3      | Švýcarsko | 3:3        | 0 | 2 | 2 | 9:16  | 2 |
| 11. | Jugoslávie | 2:6             | 2:5    | 2:3      | 3:3       | Jugoslávie | 0 | 1 | 3 | 9:17  | 1 |

 Norsko –  Jugoslávie 5:2 (0:1, 3:0, 2:1)
6. února 1972 (12:30) – Sapporo (Tsukisamu)

Branky Norska: 22:30 Morten Sethereng, 23:58 Steinar Bjölbakk, 38:42 Steinar Bjölbakk, 53:09 Svein Haagensen, 55:47 Steinar Bjölbakk.

Branky Jugoslávie: 9:38 Viktor Tišlar, 56:21 Silvo Poljanšek.

Rozhodčí: Rudolf Baťa (TCH), Ake Handqvist (SWE)

Vyloučení: 4:3 (0:1)
 SRN –  Švýcarsko 5:0 (2:0, 0:0, 3:0)
6. února 1972 (16:00) – Sapporo (Tsukisamu)

Branky SRN: 4:25 Erich Kühnhackl, 4:40 Erich Kühnhackl, 43:22 Hans Rothkirch, 51:09 Werner Modes, 53:43 Alois Schloder.

Rozhodčí: Jurij Karandin (URS), Minoru Nakano (JPN)

Vyloučení: 8:5 (1:0)
 Japonsko –  Švýcarsko 3:3 (1:1, 2:0, 0:2)
7. února 1972 (14:30) – Sapporo (Makomanai)

Branky Japonska: 10:06 Minoru Ito, 23:31 Tsutomu Hanzawa, 38:00 Koji Iwamoto.

Branky Švýcarska: 18:19 Michel Türler, 48:01 Michel Türler, 49:15 Anton Neininger.

Rozhodčí: Jan Wycisk (POL), Milka Janežič (YUG)

Vyloučení: 4:2 (0:0)
 SRN –  Jugoslávie 6:2 (2:1, 3:1, 1:0)
7. února 1972 (12:30) – Sapporo (Tsukisamu)

Branky SRN: 4:45 Alois Schloder, 5:33 Josef Völk, 20:57 Alois Schloder, 28:31 Karl Egger, 33:30 Josef Völk, 54:50 Anton Hofherr.

Branky Jugoslávie: 3:29 Bogomir Jan, 36:39 Janez Puterle.

Rozhodčí: Rudolf Baťa (TCH), Unto Wiitala (FIN)

Vyloučení: 5:4 (1:0)
 Japonsko –  Jugoslávie 3:2 (2:2, 0:0, 1:0)
9. února 1972 (10:00) – Sapporo (Makomanai)

Branky Japonska: 8:03 Osamu Wakabajaši, 12:27 Jasušio Tanaka, 59:30 Koji Iwamoto.

Branky Jugoslávie: 2:18 Bogomir Jan, 15:58 Boris Renaud.

Rozhodčí: Rudolf Baťa (TCH), Jon Haraldsen (NOR)

Vyloučení: 1:1 (0:0)
 SRN –  Norsko 5:1 (3:0, 0:0, 2:1)
9. února 1972 (14:00) – Sapporo (Tsukisamu)

Branky SRN: 9:25 Rudolf Thanner, 13:39 Hans Rothkirch, 16:52 Johann Eimannsberger, 48:05 Johann Eimannsberger, 54:47 Rudolf Thanner.

Branky Norska: 56:54 Roy Jansen.

Rozhodčí: Milka Janažič (YUG), Jurij Karandin (URS)

Vyloučení: 6:8 (2:0)
 Japonsko –  Norsko 4:5 (2:2, 1:2, 1:1)
10. února 1972 (10:00) – Sapporo (Makomanai)

Branky Japonska: 6:12 Takao Hikigi, 13:47 Jošijo Hošino, 38:55 Jošijo Hošino, 51:17 Osamu Wakabajaši.

Branky Norska: 6:28 Tom Röymark, 14:51 Terje Thoen, 20:49 Björn Andressen, 27:20 Björn Johansen, 59:09 Roy Jansen.

Rozhodčí: Jan Wycisk (POL), Rudolf Baťa (TCH)

Vyloučení: 3:4 (3:0)
 Švýcarsko –  Jugoslávie 3:3 (1:3, 1:0, 1:0)
11. února 1972 (14:00) – Sapporo (Tsukisamu)

Branky Švýcarska: 19:00 Peter Lehmann, 26:18 Francis Reinhard, 58:20 Michel Türler.

Branky Jugoslávie: 1:21 Božidar Beravs, 8:02 Viktor Tišlar, 11:31 Boris Renaud.

Rozhodčí: Jon Haraldsen (NOR), Kunio Takagi (JPN)

Vyloučení: 0:3 (0:0)
 Japonsko –  SRN 7:6 (3:1, 1:2, 3:3)
12. února 1972 (16:00) – Sapporo (Makomanai)

Branky Japonska: 5:23 Jošijo Hošino, 5:54 Toru Okajima, 10:09 Takao Hikigi, 39:48 Toru Okajima, 42:23 Minoru Ito, 50:21 Osamu Wakabajaši, 59:29 Koji Iwamoto.

Branky SRN: 12:22 Rudolf Thanner, 23:38 Rudolf Thanner, 25:16 Anton Hofherr, 44:07 Lorenz Funk, 54:56 Rudolf Thanner, 56:02 Josef Völk.

Rozhodčí: Ake Handqvist (SWE), Jurij Karandin (URS)

Vyloučení: 3:4 (0:1)
 Norsko –  Švýcarsko 5:3 (0:0, 1:2, 4:1)
12. února 1972 (14:00) – Sapporo (Tsukisamu)

Branky Norska: 24:55 Svein Haagensen, 42:16 Svein Haagensen, 51:16 Svein Haagensen, 58:45 Arne Mikkelsen, 59:34 Arne Mikkelsen.

Branky Švýcarska: 25:48 Guy Dubois, 26:55 Heini Jenni, 58:58 Michel Türler.

Rozhodčí: Rudolf Baťa (TCH), Kunio Takagi (JPN)

Vyloučení: 3:1

## Statistiky (Skupina A)

### Tabulka nejlepších brankářů
| Poř. | Nejlepší brankáři    | Poč. zápasů | Zásahy | Branky | Úspěšnost % |
| ---- | -------------------- | ----------- | ------ | ------ | ----------- |
| 1.   | Michael Curran       | 5           | 194    | 15     | 92.8        |
| 2.   | Vladimír Dzurilla    | 5           | 87     | 7      | 92.6        |
| 3.   | Leif Holmqvist       | 3           | 82     | 7      | 92.1        |
| 4.   | Vladislav Treťjak    | 5           | 133    | 13     | 91.1        |
| 5.   | Christer Abrahamsson | 2           | 54     | 6      | 90.0        |
| 6.   | Jorma Valtonen       | 5           | 140    | 24     | 85.4        |
| 7.   | Walery Kosyl         | 5           | 115    | 26     | 81.6        |
| 8.   | Jiří Holeček         | 2           | 26     | 6      | 81.3        |
| 9.   | Andrzej Tkacz        | 2           | 52     | 13     | 80.0        |

### Tabulka nejlepších střelců
| Poř. | Nejlepší střelci  | Branky |
| ---- | ----------------- | ------ |
| 1.   | Valerij Charlamov | 9      |
| 2.   | Václav Nedomanský | 6      |
| 3.   | Vladimír Vikulov  | 5      |
| 4.   | Craig Sarner      | 4      |
| 4.   | Kevin Ahearn      | 4      |
| 4.   | Alexandr Malcev   | 4      |
| 4.   | Inge Hammarström  | 4      |
| 4.   | Björn Palmqvist   | 4      |
| 4.   | Vladimír Martinec | 4      |

### Tabulka kanadského bodování
| Poř. | Kanadské bodování | Branky | Přihrávky | Body |
| ---- | ----------------- | ------ | --------- | ---- |
| 1.   | Valerij Charlamov | 9      | 6         | 15   |
| 2.   | Václav Nedomanský | 6      | 3         | 9    |
| 3.   | Vladimír Vikulov  | 5      | 4         | 9    |
| 4.   | Craig Sarner      | 4      | 5         | 9    |
| 5.   | Kevin Ahearn      | 4      | 3         | 7    |
| 5.   | Alexandr Malcev   | 4      | 3         | 7    |
| 7.   | Anatolij Firsov   | 2      | 5         | 7    |
| 8.   | Jurij Blinov      | 3      | 3         | 6    |
| 8.   | Jiří Kochta       | 3      | 3         | 6    |
| 10.  | Richard Farda     | 1      | 5         | 6    |

### Soupiska SSSR
SSSR

Brankáři: Alexandr Paškov, Vladislav Treťjak

 Obránci: Genadij Cygankov, Vitalij Davydov, Viktor Kuzkin, Vladimír Ljutčenko, Alexandr Ragulin, Igor Romiševskij, Valerij Vasiljev 
 Útočníci: Jurij Blinov, Anatolij Firsov, Valerij Charlamov, Alexandr Jakušev, Alexandr Malcev, Boris Michajlov, Jevgenij Mišakov, Vladimir Petrov, Vladimir Šadrin, Vladimir Vikulov, Jevgenij Zimin.

 Trenéři: Arkadij Černyšov, Anatolij Tarasov.

### Soupiska USA
USA

Brankáři: Michael Curran, Peter Sears

 Obránci: Charles Brown, James McElmury, Richard McGlynn, Bruce McIntosh, Thomas Mellor, Walter Olds, Frank Sanders

 Útočníci: Kevin Ahearn, Larry Bader, Henry Boucha, Robbie Ftorek, Mark Howe, Keith Christiansen, Stuart Irving, Ronald Naslund, Craig Sarner, Timothy Sheehy

 Trenér: Murray Williamson.

### Soupiska ČSSR
Československo

Brankáři: Vladimír Dzurilla, Jiří Holeček

 Obránci: Vladimír Bednář, Josef Horešovský, Oldřich Machač, František Pospíšil, Rudolf Tajcnár, Karel Vohralík

 Útočníci: Josef Černý, Richard Farda, Ivan Hlinka, Jaroslav Holík, Jiří Holík, Jiří Kochta, Vladimír Martinec, Václav Nedomanský, Eduard Novák, Bohuslav Šťastný, Jan Havel

 Trenéři: Jaroslav Pitner, Vladimír Kostka.

### Soupiska Švédska
4.  Švédsko

Brankáři: Christer Abrahamsson, Leif Holmqvist

 Obránci: Thomas Abrahamsson, Thomas Bergman, Kenneth Ekman, Kjell-Rune Milton, Bert-Ola Nordlander, Stig Östling, Lars-Erik Sjöberg 
 Útočníci: Mats Åhlberg, Inge Hammarström, Hans Hansson, Stig-Göran Johansson, Hans Lindberg, Mats Lindh, Tord Lundström, Lars-Göran Nilsson, Björn Palmqvist, Hakan Petterson, Hakan Wickberg

 Trenéři: Bill Harris, Björn Norell.

### Soupiska Finska
5.  Finsko

Brankáři: Jorma Valtonen, Stig Wetzell

 Obránci: Heikki Järn, Ilpo Koskela, Seppo Lindström, Pekka Marjamäki, Juha Rantasila, Heikki Rihiranta

 Útočníci: Matti Keinonen, Veli-Pekka Ketola, Harri Linnonmaa, Lauri Mononen, Matti Murto, Lasse Oksanen, Esa Peltonen, Jorma Peltonen, Seppo Repo, Juhani Tamminen, Timo Turunen, Jorma Vehmanen

 Trenéři: Seppo Liitsola, Rauli Virtanen.

### Soupiska Polska
6.  Polsko

Brankáři: Walery Kosyl, Andrzej Tkacz

 Obránci: Ludwik Czachowski, Marian Feter, Stanisław Fryźlewicz, Robert Góralczyk, Adam Kopczyński, Jerzy Potz, Andrzej Szczepaniec 
 Útočníci: Józef Batkiewicz, Krzysztof Birula-Białynicki, Feliks Góralczyk, Stefan Chowaniec, Tadeusz Kacik, Tadeusz Obłój, Józef Słowakiewicz, Leszek Tokarz, Wiesław Tokarz, Walenty Ziętara.

 Trenéři: Anatolij Jegorov, Mieczyslaw Chmura.

### Soupiska SRN
7.  SRN

Brankáři: Anton Kehle, Rainer Makatsch

 Obránci: Heiko Antons, Georg Kink, Paul Langner, Werner Modes, Otto Schneitberger, Rudolf Thanner, Josef Völk

 Útočníci: Reinhold Bauer, Karl Egger, Johann Eimannsberger, Lorenz Funk, Anton Hofherr, Bernd Kuhn, Erich Kühnhackl, Rainer Phillip, Hans Rothkirch, Alois Schloder, Martin Wild

 Trenér: Gerhard Kiessling.

### Soupiska Norska
8.  Norsko 

Brankáři: Kare Östensen, Tore Walberg

 Obránci: Öyving Berg, Svein Hansen, Birger Jansen, Jan Kinder, Thor Martinsen, Rune Molberg, Nils Nilsen, Terje Steen

 Útočníci: Björn Andressen, Steinar Bjölbakk, Svein Haagensen, Roy Jansen, Björn Johansen, Thom Kristensen, Tom Röymark, Morten Sethereng, Terje Thoen, Arne Mikkelsen.

 Trenér: Ake Brask.

### Soupiska Japonska
9.  Japonsko

Brankáři: Minoru Misawa, Tošimitsu Ohtsubo

 Obránci: Takeši Akiba, Hiroši Hori, Minoru Kawašima, Iwao Nakajama, Takaši Tsuburai, Fumio Yamazaki

 Útočníci: Tsutomu Hanzawa, Takao Hikigi, Tošie Honma, Jošijo Hošino, Minoru Ito, Koji Iwamoto, Isao Kahikara, Hideaki Kurokawa, Toru Okajima, Hideo Suzuki, Jasušio Tanaka, Osamu Wakabajaši

 Trenér: Nikolaj Karpov (URS).

### Soupiska Švýcarska
10.  Švýcarsko

Brankáři: Alfio Molina, Gérard Rigolet

 Obránci: Peter Aeschlimann, Gaston Furrer, Charles Henzen, René Huguenin, Peter Lehmann, Marcel Sgualdo

 Útočníci: René Berra, Gérard Dubi, Guy Dubois, Heini Jenni, Hans Keller, Anton Neininger, Jacques Pousaz, Paul Probst, Francis Reinhard, Michel Türler.

 Trenéři: Gaston Pelletier, Derek Holmes.

### Soupiska Jugoslávie
11.  Jugoslávie

Brankáři: Anton Jože Gale, Rudi Knez

 Obránci: Ivo Ratej, Bojan Kumar, Ivo Jan, Drago Savič, Bogomir Jan, Viktor Ravnik

 Útočníci: Boris Renaud, Albin Felc, Viktor Tišlar, Rudi Hiti, Slavko Beravs, Roman Smolej, Franci Žbontar, Janez Puterle, Silvo Poljanšek, Božidar Beravs, Gorazd Hiti, Stefan Seme.

 Trenér: Miroslav Kluc (TCH).

## Konečné pořadí
|     | Tým                 | Z | V | R | P | Skóre | B |
| --- | ------------------- | - | - | - | - | ----- | - |
|     | SSSR (URS)          | 5 | 4 | 1 | 0 | 33:13 | 9 |
|     | Spojené státy (USA) | 6 | 4 | 0 | 2 | 23:18 | 8 |
|     | ČSSR (TCH)          | 6 | 4 | 0 | 2 | 34:15 | 8 |
| 4.  | Švédsko             | 6 | 3 | 1 | 2 | 25:14 | 7 |
| 5.  | Finsko              | 6 | 3 | 0 | 3 | 40:17 | 6 |
| 6.  | Polsko              | 6 | 1 | 0 | 5 | 13:39 | 2 |
| 7.  | SRN                 | 5 | 3 | 0 | 2 | 22:14 | 6 |
| 8.  | Norsko              | 5 | 3 | 0 | 2 | 17:27 | 6 |
| 9.  | Japonsko            | 5 | 2 | 1 | 2 | 19:24 | 5 |
| 10. | Švýcarsko           | 5 | 0 | 2 | 3 | 12:21 | 2 |
| 11. | Jugoslávie          | 5 | 0 | 1 | 4 | 10:25 | 1 |